# Passage Barrois
Passage Barrois je ulice v Paříži v historické čtvrti Marais. Nachází se ve 3. obvodu. Její název je odvozen od jistého Barroise, majitele pozemku, na kterém ulice vznikla.

## Poloha
Ulice je úzký, veřejnosti uzavřený průchod, který vede od domu č. 34 na Rue des Gravilliers a končí u domu č. 15 na Rue au Maire.